# عمرو بن حريث
عمرو بن حريث بن عمرو بن عثمان بن عبد الله بن عمر بن مخزوم القرشيّ من بني مخزوم ويكنى أَبَا سَعِيد.

## نبذه
قيل أنه ولد في أيام بدر، وقيل قبل الهجرة بسنتين على حسب أختلاف الرواة.
له ولأبيه صحبة، وأمه عمرة بنت هشام بن حذيم، وَهُوَ أَخُو سعيد بْن حُرَيْث، ويجتمع هو وخالد بن الوليد وأبو جهل عمرو بن هشام في جده الثالث عبد اللّه بن عمر بن مخزوم، قيل قبض النَّبِيّ صَلَّى اللَّهُ عَلَيْهِ وَسَلَّمَ وَهُوَ ابْن اثنتي عشرة سنة.

## أخباره
- مسح النبي رأسه، ودعا له بالبركة في صفقته وبيعه، فكسب مالا عظيما، وكان من أغنى أهل الكوفة. قال عمرو بن حريث: انطلق بي أبي إلى النبي صلى الله عليه وسلم وأنا غلام شاب، فدعا لي بالبركة، ومسح رأسي، وخطّ لي دارا بالمدينة بقوس، ثم قال: «ألا أزيدك» وفي رواية أخرى دعا لي بالرزق.
- وعنه قَالَ: سَمِعْتُ النَّبِيَّ صَلَّى اللهُ عَلَيْهِ وَسَلَّمَ يَقْرَأُ فِي الْفَجْرِ: {وَاللَّيْلِ إِذَا عَسْعَسَ} .[3]
- وعنه قَالَ: " صَلَّيْتُ خَلْفَ النَّبِيِّ صَلَّى اللَّهُ عَلَيْهِ وَسَلَّمَ فَقَرَأَ بِـ إِذَا الشَّمْسُ كُوِّرَتْ.[4]
- روى عن النبي صَلَّى الله عليه وسلم، وأبي بكر، وعمر، وعلي، وابن مسعود وغيرهم، وروى عن أخيه سعيد بن حريث، ومن حديث عمرو بن حريث عن النّبيّ صَلَّى الله عليه وسلم أنه رآه يُصَلِّي في نعلين مخصوفتين، وروى عنه ابنه جعفر وآخرون مِنْ أهل الكوفة.[5]
- قال عمرو بن حريث: أمرني عمر بن الخطاب أن أؤم النساء في رمضان.
- شهِد معركة القادسية، وأبلى فيها.
- انتقل عمرو بن حريث إلى الكوفة بعد الفتوحات الإسلامية وانتشار العرب في الأقاليم، وابتنى بها دارا كبيرة قريبا من مسجد الكوفة الكبير وسوقها، وذريته بها، وأصبح من أشراف الكوفة، وأصاب مالًا عظيما.

قال عمرو بن حريث: ذهب بي أخي سعيد بن حريث إِلى رسول الله صَلَّى الله عليه وسلم وهو يقسم ذهبا، فأَعطاني قطعة، فقلت: لا أَجعلها في شيءٍ إِلا بورك لي فيه، فجعلت آخرها في هذه الدار.

## ولائه لبني امية
ولي لبني أمية بالْكوفَةِ، وَكَانُوا يَميلون إِلَيه، وَيثقونَ به، وَكَانَ هَواه مَعهم، وكان قد وليَ إمرة الكوفة نيابةً لزياد بن أبيه، ولابنه عبيد الله بن زياد، وولي الشرطة بالكوفة بالفترة الأموية كذالك وبزمن عبيد الله بن زياد بالأخص حيث أرسله مع سبعين أو ثمانين فارساً لاعتقال مسلم بن عقيل.

## أولاده وزوجاته
كان لعمرو بن حريث من الأبناء: عبد الله، وجعفر، وأم سلمة، وأروى، وأم بكر، وأمهم أَسدة بنت عدي بن حاتم الطائي، ويحيى وخالد وأم عبد الله، وأم الوليد وأمهم هند بنت هانئ بن قبِيصة، وعمرو وأم محمد، وأمهما أيوبة بنت الجعيد بن أمية، وسعيد، والمغيرة، وهند، وأمهم عمرة بنت أسماء بن خارجة الفزاري، وعثمان، وحريث، وأم عمرو الكبرى، وأمهم حفصة بنت جرير بن عبد الله البجلي، وأم عمرو الصغرى، وأم بكر، وأمهما حفصة بنت كريب بن سلمة بن يزيد الجعفي المذحجي.

## وفاته
قال البخَارِي وابْن حِبَّانَ وغيرهم: مات عمرو بن حريث عام 85هـ وذالك في زمن عبد الملك بن مروان